# Huile pyrolytique

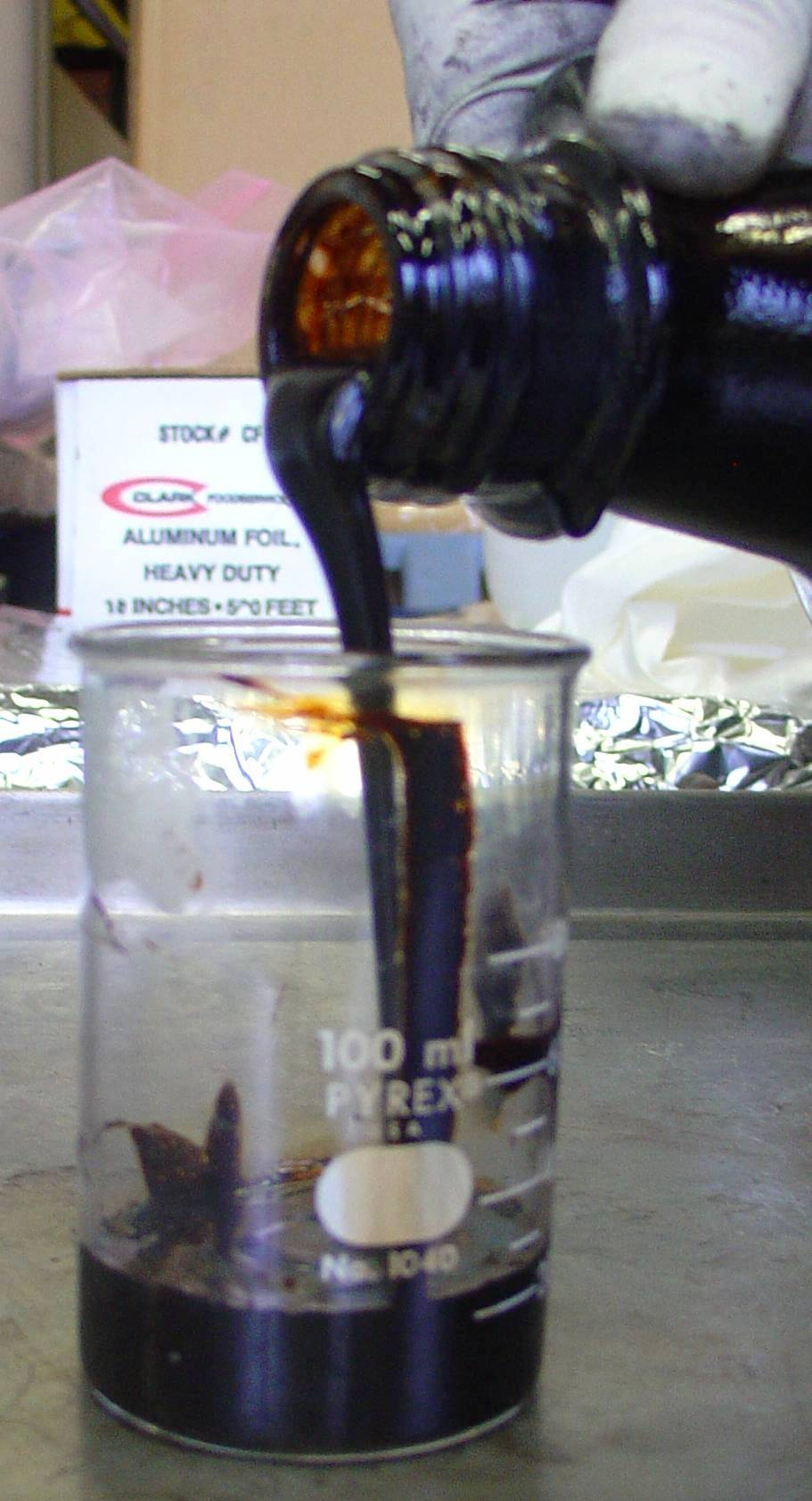
Huile pyrolytique produite à partir de déchets agricoles.

L'huile pyrolytique est un carburant de synthèse pour lequel des recherches sont en cours pour en faire un substitut du pétrole. Au moyen d'une technologie de distillation destructive du type biomass to liquid, on l'extrait de la biomasse séchée dans un réacteur à la température d'environ 500 °C avec un refroidissement ultérieur. L'huile pyrolytique est une sorte de goudron, et normalement sa teneur en oxygène est trop élevée pour en faire un hydrocarbure. À ce titre, elle diffère nettement des produits pétroliers similaires.